# Dolinsko
Dolínsko je ravnina v južnem delu Prekmurja v Vzhodni Sloveniji, na levem bregu reke Mure. V ljudskem jeziku se imenuje Markovsko ali Markasto. Menda je bilo v preteklosti zelo pogosto krstno ime Marko na tem področju. Dolinski Prekmurci imajo do danes šaljivo poimenovanje Marki.
Na severu se meji z Ravenskem, na vzhodu z Madžarsko. Na jugu in jugozahodu ga omejuje Mura, ki ga loči od Prlekija in Medžimurja na Hrvaškem. Na vzhodnem delu Dolinskega živi madžarska manjšina, zlasti v Lendavi in njeni okolici.
Med Dolinskem in Ravenskem ni prave naravne meje. Prekmursko Dolinsko pravzaprav nima opravka z dolino. Ime Dolinsko/Markasto je nastalo morda v razlikovanje, ker tukaj govorijo različno narečje in so pripadali dolinski Prekmurci drugi upravni enoti (do 1777 so pripadali zagrebški škofiji). Zaradi tega se imenuje pokrajina v nekaterih razpravah Dolenje Ravensko.
Dolinsko je tipično slovensko panonsko območje, kjer je širok pas njiv, ki preide proti vzhodu v velike ravninske gozdove (Pragozd Orlovšček) in travnike ob urejenih potokih. Na jugu, ob reki Muri pojavijo mrtvi rokavi, mrtvice in vodni okljuki.
Nekoč so izkoriščali naftne vrtine okoli Lendave. 1968 so odkrili toplo zdravilno vodo v Petišovcih. Pestra menjava njiv, travnikov in gozdov daje pogoje za lov na fazane, jerebice in druge panonske divjadi.
Nekoč je bilo zelo značilno perutninarstvo na Dolinskem, zlasti v Renkovcih, s katerim so se ukvarjali do konca druge svetovne vojne. Kupinarji so posredovali jajca in perutnino na Ogrskem, Hrvaškem in Sloveniji.
Vpliv hrvaščine (kajkavščine) in hrvaške kulture je bil nekoč zelo močan na dolinski del Prekmurja. Na Dolinskem in Severnem Medžimurju so bile pogoste mešane poroke med Hrvati in Slovenci.
Naselja: Banuta, Beltinci, Benica, Bratonci, Brezovec, Brezovica, Čentiba, Črenšovci, Dokležovje, Dolga vas, Dolgovaške Gorice, Dolnja Bistrica, Dolina pri Lendavi, Dolnji Lakoš, Gaberje, Gančani, Gomilica, Gornja Bistrica, Gornji Lakoš, Hotiza, Ižakovci, Kamovci, Kapca, Kot, Lendava, Lendavske Gorice, Lipa, Lipovci, Mala Polana, Melinci, Mostje, Nedelica, Odranci, Petišovci, Pince, Pince - Marof, Radmožanci, Renkovci, Srednja Bistrica,  Trimlini, Trnje, Turnišče, Velika Polana, Žižki

### Dolinsko narečje
Glavna značilnost dolinskega narečja, da se je zvočnik j ohranil kot nebni drsni j, ki gre v eno fonemski đ, dj, g, tj, k v ravenskem in goričkem narečju prekmurščine. Razvoj končnega -ł na Dolinskem gre v -u. Dolgi samoglasniški sistem v dolinskem narečju: i:/i:i̯, ü:/ü:u̯; u:/u:u̯, ö:, iẹ; e:i̯, ou̯; a:. Proti jugu dolinskega kraja je bolj močnejši vpliv kajkavsko-medžimurskega govora. Govori obmejnih vasi so skoraj enaki severnemu medžimurskemu narečju (zlasti govoru Murskega Središča).